# コロマンデル海岸

コロマンデル海岸沿いの地域

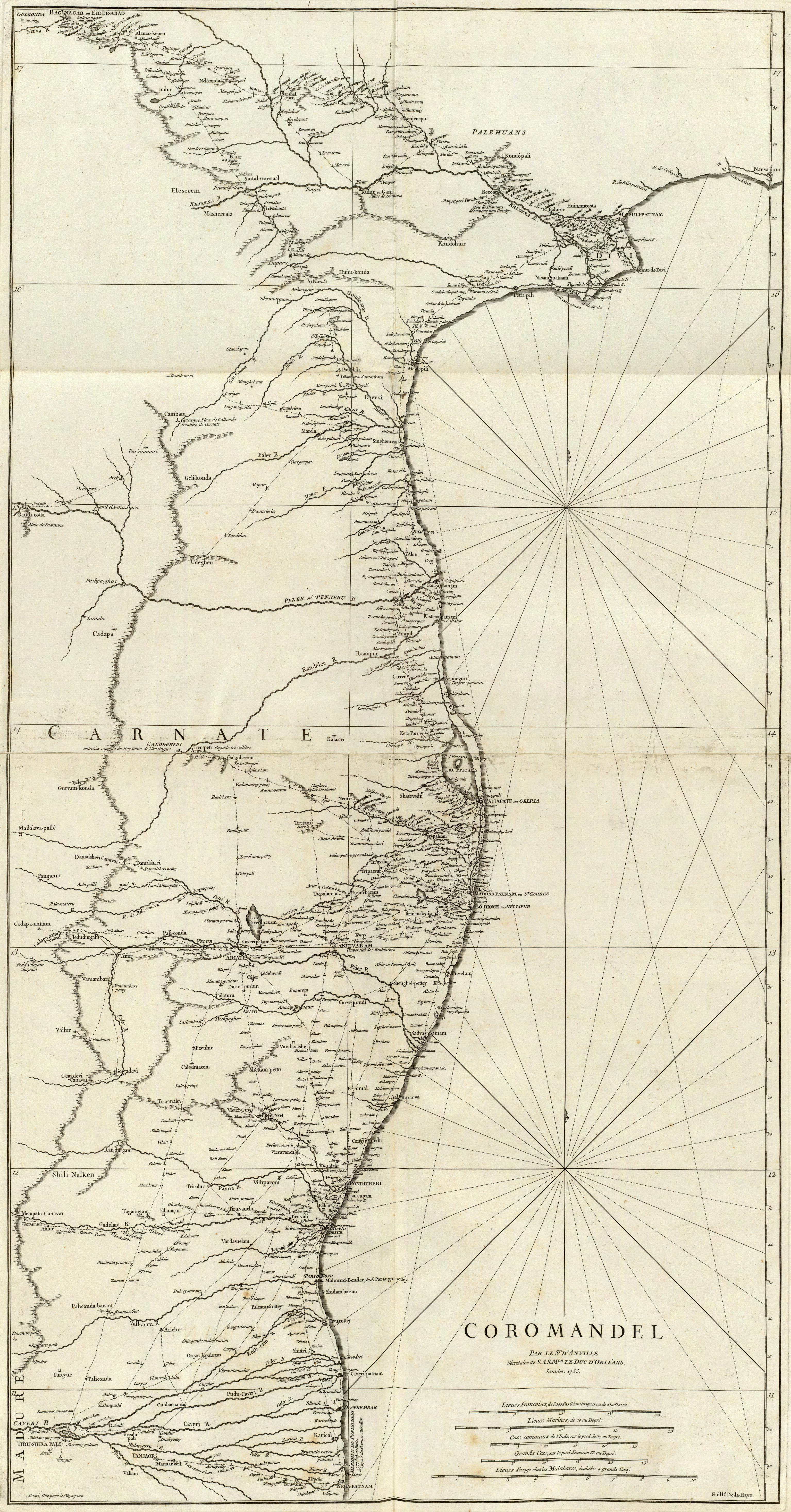
Monsieur d'Anvilleによる地図（1753年）

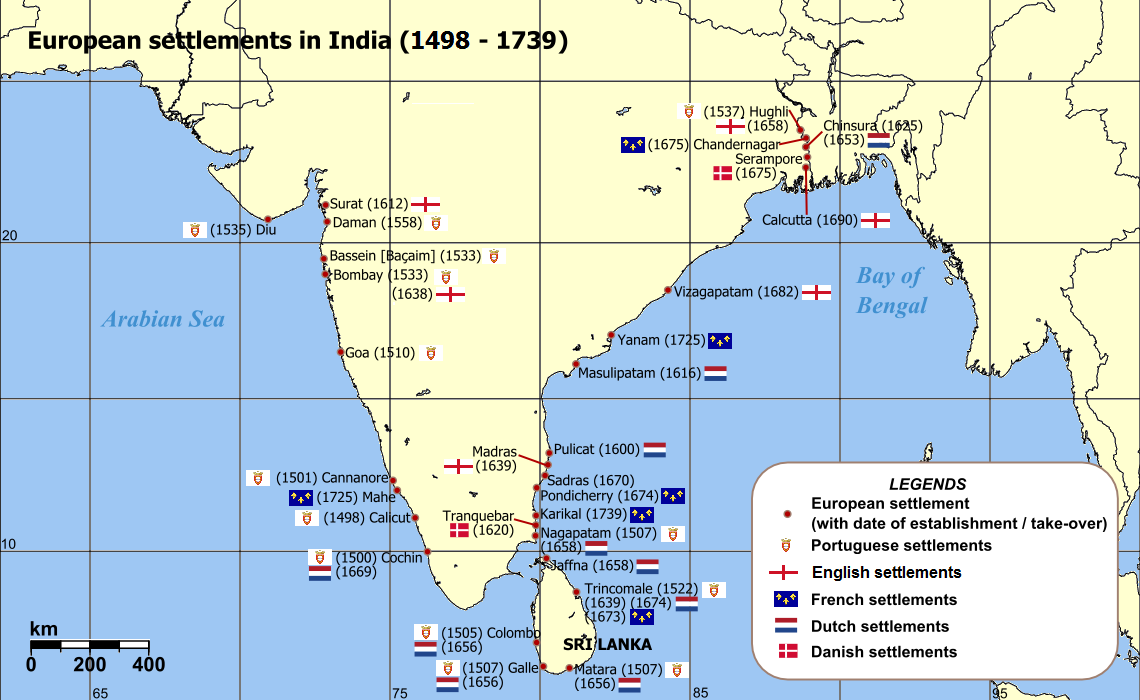
ヨーロッパ諸国のインドにおける拠点（1501年 -1739年）

コロマンデル海岸（コロマンデルかいがん、テルグ語:కోరమాండల్ తీరం、タミル語:சோழ மண்டலக் கடற்கரை）は、インド南東部の海岸。クリシュナ川の河口からカリメール岬に至るまでの海岸を指す。全長は約720キロメートル。
主要な港湾都市の一つであるチェンナイ近郊のマイラポールにポルトガル人が築いた交易拠点の名から、歴史的に日本ではこの地方を「サントメ（桟留）」と呼んだ。綿織物の「桟留縞」や、なめし革の「桟留革」は、この地名に由来する。

## 地理
コロマンデル海岸はデカン高原東部の東ガーツ山脈のさらに東側にあるベンガル湾の海岸で、北東モンスーンの影響で10月と11月に雨が多い。クリシュナ川、ペンナ川、パーラール川、ポンナイヤル川、カーヴェーリ川などの河口およびプリカット湖、カリヴェリ湖などの湖があり、主な都市はチェンナイ、ポンディシェリ、カッダロール、ナーガパッティナムおよび石窟寺院などで有名なマハーバリプラムなどがある。
一帯にはベニサガリバナ、アラビアゴムモドキ、パーキンソニア・アクレアタ、フタバナヒルギ、オオバヒルギ、シマシラキなどのマングローブまたはヤシ林が生え、ブロンズトキ、ケリ、レンカク、アジアヘビウ、ホシバシペリカン、クロトキ、ヘラサギ、ゴイサギ、インドトキコウ、シロハラサギ、ヘラシギ、カラフトアオアシシギ、ヒドリガモ、オナガガモ、シマアジ、カラフトワシ、カタシロワシ、カワアジサシ、ジャングルキャット、ボンネットモンキー、ジャッカル、Daboia siamensis、ニシキヘビ属、スナボア亜科、ヒメウミガメ、インドハコスッポン、インドホシガメ、カエル、魚類、ショウナンエビ、ウシエビ、カニなどの動物が生息している。チェンナイ南郊のパッリカラナイ湿地、カリキリ鳥類保護区、ヴェダンターンガル鳥類保護区、ポンディシェリ北郊のカルヴェリ鳥類保護区、ピチャヴァラム・マングローブ、ヴァドゥヴール鳥類保護区、ウダヤマルタンダプラム鳥類保護区などのラムサール条約登録湿地がある。

## 歴史
9世紀から13世紀まで続いたチョーラ王朝がこの地に栄えた。
1530年代末までに、ポルトガルが三箇所の交易拠点（ナーガパッティナム、São Tomé de Meliapore、Pulicat）を設けた。
しかし、17世紀になるとオランダにナーガパッティナムなどを奪われ、コロマンデル海岸への影響力を失った。一方で、オランダがSadras、Covelongなどにも拠点を置き、イギリスも17世紀前半にマスリパタム、マドラス（チェンナイ）などに商館を建て、マドラスにセント・ジョージ要塞を建設した。
フランスもポンディシェリ、カーライッカール、ニザームパトナムなどに拠点を置いたほか、デンマークもこの地域への進出を図った。こうしたヨーロッパ諸国による進出は、インド産綿布を扱うことを目的としていた。最終的にはイギリスがこの地域を確保したが、わずかながらフランスもポンディシェリなどに拠点を保った。